# Taxithelium schmidtii
Taxithelium schmidtii är en bladmossart som beskrevs av Brotherus 1901. Taxithelium schmidtii ingår i släktet Taxithelium och familjen Sematophyllaceae. Inga underarter finns listade i Catalogue of Life.